# Вільям Гарольд Хатт
Вільям Гарольд Хатт  (англ. William Harold Hutt) (3 серпня 1899 — 19 червня 1988) — англійський економіст, прибічник Австрійської економічної школи.

## Ранні роки
Хатт народився 3 серпня 1899 року в Лондоні в родині робітничого класу. 
У 1924 році він отримав ступінь бакалавра комерції в Лондонській школі економіки.
На нього справили приємне враження деякі з його вчителів: Ліліан Ноулз з економічної історії, Г. К. Гаттерідж. з права, TE Грегорі та Герберт Фоксвелл з грошей і фінансів та Едвін Каннан.
Хатт описав Кеннана, який навчив його елементарній економіці, а потім і теорії грошей після виходу Фоксвелла на пенсію, як «провідний вплив, якому я піддався протягом моїх перших трьох років у LSE... надзвичайно мудрий і незалежний мислитель». 

## Вільям Гарольд Хатт та Австрійська економічна школа[4]
З 1924 по 1928 рік Хатт працював у видавця сера Ернеста Бенна. Бенн був настільки вражений першою опублікованою статтею Хатта — «Фабрична система початку дев’ятнадцятого століття», написаною в 1925 році, — що підвищив Хатта до посади керівника The Individualist Bookshop, Ltd. Але Хатт продовжував неофіційно відвідувати курси в LSE, і коли Арнольд Плант, його друг зі студентських років, подав оголошення про посаду старшого викладача в університеті Кейптауна, Хатт подав заявку. Завдяки сильній підтримці Бенна та професора Кеннана він отримав цю посаду та прибув до Південної Африки в березні 1928 року. (Джон Р. Хікс, який прямував на тимчасову посаду у Вітватерсранді, був на борту того самого корабля). Через два роки Плант отримав професорську посаду. в LSE, і Хатт був призначений завідувачем кафедри комерції, а пізніше став деканом факультету комерції.
Хатт — австрієць ні за походженням, ні за місцем проживання, він нічого не міг знати про приватні семінари Людвіга фон Мізеса у Відні. Очевидно, він не читав німецькою мовою, а «Теорію грошей і кредиту» Мізеса не було перекладено до 1934 року. Хатт і Гаєк були сучасниками, фактично того самого віку, але в різних країнах, культурах і мовах, хоча ранні роботи Гаєка датуються приблизно часом «Фабричної системи» Хатта, вони не були широко відомі. Можна було б сподіватися, що Хатт навчився чомусь у Лондонській школі навчання Менгера та Бем-Баверка, але сильний вплив Джевонса та Маршалла (особливо від Фоксвелла) був більш імовірним. Як можна припустити, Бем-Баверк не був добре відомий в LSE, і Гаєк відкрив цей факт у 1930 році.
Коротше кажучи, Хатт не мав значного контакту з творами, які ми зараз ототожнюємо з Австрійською школою, аж до початку 1930-х років, коли було перекладено «Гроші та кредит» і Гаєк почав бурхливу діяльність у LSE. Проте на той час Хатт був у Кейптауні з великими обов’язками як голова факультету комерції. Він завжди був творчим і незалежним вченим, про що свідчить навіть його перша стаття, але його навчання в LSE на початку та в середині 1920-х років допомагає пояснити, чому він пізніше назвав себе класичним економістом .
«Фабрична система початку дев’ятнадцятого століття» була опублікована в Economa (1926) і стала більш відомою, коли Гаєк включив її в Capitalism and the Historians (1954). Зміна кар’єри Хатта та обов’язки формування задовільного бізнес-навчального плану в Кейптауні пояснюють п’ятирічну перерву, але його повернення до публікацій про академічну економіку стало блокбастером: «Теорія колективних переговорів».  Можливо, частково через те, що його батько був друкарем-підмайстром із скромним доходом, використання економічної теорії для розуміння заробітної плати та наймання робочої сили було однією з головних турбот Хатта протягом усього життя. Ця коротка книга — перевидана в 1975 і 1980 роках з додатками, але її текст 1930 року залишився без змін — заперечувала переважаючі переконання, що праця перебуває у «невигідному становищі» і що ринок праці за своєю суттю є двосторонньою монополією, яка залишає ставку заробітної плати «невизначеною». Наповнений цитатами британських і американських економістів, починаючи з Адама Сміта і далі, Хатт намагався виправити погляди інших на класичну традицію, зробити свій внесок у неї та запропонувати практичні поради щодо політики урядів щодо праці. Хоча він широко розповсюдив книгу, її послання не відповідало політично сильним доктринам, і воно було здебільшого проігноровано.
Коли він повернувся до цієї теми в «Системі загрози страйку» у 1973 році, його більш ретельний аналіз впливу профспілок на зубожіння та пропрофспілкового законодавства міг спиратися на чотири десятиліття австрійської наукової роботи, недоступної в 1930 році. Це дозволило йому зміцнити його аргумент, що профспілки виграють за рахунок іншої праці, а не капіталу, і що трансферт зменшує загальний обсяг виробництва. Хатт визначив основне покращення між 1930 і 1970 роками як «наголос, який я зараз приділяю складу запасу активів і складу запасу додаткових засвоєних знань і навичок» (1980), розуміння, яке можна віднести до австрійської школи зосередитися на взаємодоповнюваності між капітальними благами та трудовими навичками в рамках конкретних планів.
Уявлення Хатта про здатність впливових груп — включаючи, але не обмежуючись ними, профспілки — використовувати політичний процес для приватної вигоди, незважаючи на загальне зубожіння, привело його до другого з трьох його головних інтересів в економіці: суспільного вибору. Його першою статтею в Південній Африці, а також другою статтею з економіки, були «Економічні аспекти звіту Комісії бідних білих» у 1933 році, де він визначив апартеїд як засіб, за допомогою якого білі профспілки залучали уряд, щоб заборонити небілим робітникам конкурувати з ними. Його наступні кілька років були продуктивними, особливо враховуючи його деканатство, з дев’ятьма статтями про конкуренцію та монополію, хижацьке ціноутворення, і господарське законодавство.
Деякі читачі не приймуть усіх порад Хатта. Його утилітарна філософія, яку Мізес і Гацліт показують, що сама по собі не викликає заперечень, і його переконання, що людству найкраще служать конкурентоспроможні інституції з гнучкою заробітною платою та цінами, спонукали його виступати не лише проти державного примусу, але й проти «економічного примусу та приватної монополії». Ще у своїй статті 1934 року про «агресивний продаж»  (хижацьке ціноутворення) і принаймні до 1977 року Хатт наполягав на необхідності суворих антимонопольних заходів проти приватної змови між робітниками чи виробниками, оскільки це призводило до зубожіння та антисоціального «надуманого дефіциту» здатність ринку справлятися з «природним дефіцитом» (ці терміни є назвою статті 1935 року). Він ввів термін «суверенітет споживача»  у 1936 році, цінну відповідь економічно неграмотним, які ототожнюють бізнесменів із феодальною знаттю, що є фундаментально оманливим, як відповів Ротбард у 1962 році, існує лише «індивідуальний» суверенітет.
У 1939 році Хатт опублікував «Теорію незадіяних ресурсів» , блискучу та творчу працю, мотивовану відчутною прогалиною в існуючих аналізах безробіття, депресії та популярності загальної теорії Кейнса . Він був перевиданий у 1977 році з великими додатками Хатта. Прочитавши понад півстоліття пізніше, його головна думка полягає в тому, що неможливо зробити висновок про те, що ресурс «бездіяльний» — у сенсі, що він не виконує своїх найкращих економічних функцій — просто дивлячись на нього. Треба вивчити причинно-наслідковий економічний процес, щоб розрізнити економічну функцію, у якій задіяний, здавалося б, невикористаний ресурс, і іноді «бездіяльність» є його найкращим використанням. Пошук роботи, наприклад, формально вважається безробіттям (проте, підкреслено, не за Хаттом), але часто є більш продуктивною діяльністю для працівника зі специфічними навичками, ніж миттєво досягнута робота, що гортає гамбургери; крім того, зміни в попиті, які очікуються як тимчасові, можуть зробити очевидний бездіяльність машини чи фабрики просто «псевдо-бездіяльністю», більш продуктивним «використанням», ніж дороге перетворення на інші тимчасові види використання.
Хатт неодноразово попереджав, що політика громадських робіт та інфляції, яку обстоюють Кейнс та його послідовники, незалежно від того, чи є відповідь на примусове неробство найкращим шляхом усунення його причин законодавчим шляхом, чи поверхнева нездатність визнати продуктивне «псевдо-неробство», як фрикційне безробіття, буде відволікають ресурси від продуктивного використання, яке вони найшвидше знайшли б на необмеженому ринку. Він енергійно дотримувався цієї теми, яку він поділяв з Гаєком і Мізесом, протягом усього свого життя.

До середини 1950-х Хатт опублікував близько трьох десятків статей на найрізноманітніші економічні теми. Його книга 1943 року «План реконструкції»  була схвалена Джеймсом Бьюкененом, а його внесок 1954 року у фестшрифт Мізеса «Прибуток від утримуваних грошей» отримав високу оцінку видатних монетарних теоретиків, таких як Джордж Селгін. (Це була перша значна праця Хатта в третій з трьох його економічних інтересів, монетарній теорії.) До цього часу вплив Мізеса та Гаєка на мислення Хатта став помітним, хоча, звичайно, більшість його попередніх робіт узгоджувалися з австрійською теорією. У 1955 році Фонд економічної освіти запросив його на семінар у Пенсільванії, його перша поїздка до Сполучених Штатів. Хатт, журналіст Джордж Шварц і Людвіг фон Мізес були трьома лекторами, і він вважає, що дискусія стала поштовхом для написання книжки, яка, мабуть, є його найвідомішою: Кейнсіанство — ретроспектива та перспектива.  Його особисті спогади про Мізеса цікаві:
Мізес надихав мене багато років до того, як я вперше з ним познайомився, своїми вражаючими статтями та книгами, але лише в 1955 році... я міг уперше привітатися з ним віч-на-віч. Він був фізично меншим, ніж я очікував, але мене одразу вразила його справді чудова особистість — магнетизм і завзятість, породжені його глибокою емоційною прихильністю до вільної економіки та інституцій, на які вона мала спиратися. Його лекції, як і його твори, були строгими, хоча його словесні виклади аж ніяк не були позбавлені неформального, природного почуття гумору. Теплота наших стосунків зберігалася до його смерті. Але його лекції 1955 року були потужним натхненням, яке вплинуло на мою подальшу роботу. [Спогади, с. 93]
Оскільки Хатт брав участь у створенні Товариства Мон-Пелерен (1947) і був присутній на другому та багатьох інших його наступних загальних зборах, дивно, що він не зустрів Мізеса до 1955 року.
Майже неминуче увага Хатта повернулася до Кейнса. Двоє інших економістів, народжених у 1899 році, Гаєк і Маргет, присвятили більшу частину свого продуктивного тридцятиріччя спробам відновити докейнсіанську здоровість у професії економіста, жоден не досяг найменшого короткострокового успіху, і кожен перейшов до інших справ. Гезлітт, на кілька років старший, очевидно відчував той самий тиск, що й Хатт, і практично одночасно опублікував свою роботу «Провал кейнсіанської економіки». 
Опублікований на піку кейнсіанської політики та академічного впливу, дещо утруднений ідіосинкратичною термінологією Хатта, 450-сторінкове кейнсіанство не мало помітного впливу на професію. Хоча у передмові висловлюється подяка Людвігу Лахманну за цінні дискусії, а також Мізесу та Маргет за їхню «сміливу та незалежну роботу», книга містить мало цитат на Мізеса та ще менше на Гаєка. 
Хатт був захопленим членом Товариства Монт Пелерін і дуже любив його зустрічі. Він був у захваті, коли Гаєк отримав Нобелівську премію з економіки, і відвідував багато австрійських і лібертаріанських конференцій в останні роки свого життя. Багато молодих австрійців пам’ятають його як чоловіка, інтелектуально гострого та відданого свободі. На тих, хто не знайомий з його творчістю, чекає справжнє задоволення. Захоплююче відновлення австрійської традиції віщує день, коли економісти широко знатимуть і цінуватимуть праці Вільяма Гарольда Хатта.